# Il corpo delle donne
Il corpo delle donne è un cortometraggio documentario del 2009, diretto da Lorella Zanardo, Cesare Cantù e Marco Malfi Chindemi.
Il tema è quello della mercificazione del corpo femminile da parte dei mezzi di comunicazione italiani, attraverso una selezione di immagini da programmi televisivi.

## Trama
Il documentario è un montaggio di filmati di donne prese dai programmi televisivi di varie emittenti, inclusa la RAI, che mostrano l’uso e l’umiliazione del corpo delle donne, spesso con la loro complicità. Quando non stanno in piedi come muti oggetti di scena, o non incespicano in coreografie di gruppo, le donne vengono usate come gambe da tavolo, o spinte sotto la doccia, o appese come prosciutti tra gli applausi degli uomini e le risate del pubblico in sala. I filmati sono presi da centinaia di ore di spettacoli televisivi trasmessi sia dalla Mediaset sia dalla RAI. Ne emerge, secondo Le Monde, "un'immagine devastante, e diciamo pure vergognosa", delle donne sulla televisione italiana.

## Distribuzione
Il video, pubblicato nella primavera del 2009 sul blog di Zanardo, è stato trasmesso in maggio da una puntata de L'Infedele su LA7 e commentato dalla stampa, compreso il New York Times, The Guardian e Le Monde. A settembre 2009 il video era stato visto da più di mezzo milione di persone, poi aumentate sino a raggiungere otto milioni di visualizzazioni. Il video è stato proiettato al festival del documentario sociale Italiani brava gente di Firenze e presso il comitato pari opportunità del Ministero dello sviluppo economico. Più volte proiettato nelle scuole e in occasione di conferenze e seminari, il documentario ha aperto una stagione di diffuso interesse per il tema della mercificazione del corpo femminile.
Un anno dopo la messa online del documentario, Lorella Zanardo ha pubblicato un libro omonimo (Il corpo delle donne, Feltrinelli 2010) in cui racconta la genesi del documentario e le reazioni che ha suscitato.